# Танер Мурат
Танер Мурат (нар. 8 травня 1959) — румунськотатарський письменник, поет і перекладач.

## Біографія
Танер Мурат народився 8 травня 1959 року в Констанці, Румунія. До 1985 року він вивчав техніку в Сібіу. Деякий час він працював у технічних проєктах. Він вивчив турецьку мову та намагався вдосконалити свої знання татарської. Хотів вступити до татарсько-мовного відділення в Бухарестському університеті, проте його закрили. Тому він прочитав книги вчителів Шукрана Вуап-Мокану, Агіеміна Баубека та Міхая Максима, зокрема вчителів алтайських мов Мустафи Онера, Марселя Ердаля, сера Жерара Клаусона, Філіпа-Шмерки Блахера та Володимира Дримби. Ходити до мечеті для нього задоволення. Мурата вважають експертом з румунських татар та їхньої мови. Він прагне зберегти та дослідити культуру та спадщину румунських татар. Мурат переклав твори десятків авторів добруджанською та румунською мовами, а також з французької, німецької та англійської. Він є редактором двомовного добруджанського татаро-румунського журналу «Емель» та засновником англо-татарського журналу «Назар Лук» (نَظَرْ لُوقٌ‎  і Бібліотека татарських справ Муси Геліля. Він заснував мультикультурну організацію Anticus та видавництво Anticus Press у Констанці. Мурат був одним з організаторів міжнародної конференції «Щорічний Курултай про зникаючу культурну спадщину».